# Alexander Wiktorowitsch Sybin
Alexander Wiktorowitsch Sybin (russisch Александр Викторович Зыбин; * 10. Juni 1960 in Moskau, Russische SFSR) ist ein ehemaliger russischer Eishockeyspieler und heutiger -trainer, der seit 2013 dem Trainerstab des HK Dynamo Sankt Petersburg in der Molodjoschnaja Chokkeinaja Liga respektive Schenskaja Hockey-Liga angehört.

## Karriere

### Erfolge mit dem ZSKA
Alexander Sybin begann seine Karriere in der Sportschule des ZSKA Moskau und debütierte im März 1979 in der höchsten Spielklasse der UdSSR, der Wysschaja Liga, gegen Traktor Tscheljabinsk. Ab der Saison 1979/80 gehörte er fest zum Kader des ZSKA und gewann in den folgenden Jahren jeweils die sowjetische Meisterschaft und den Eishockey-Europapokal. 1980 gehörte er zur sowjetischen Junioren-Nationalmannschaft, die die Goldmedaille bei der Weltmeisterschaft gewann.
Ab 1980 spielte er beim ZSKA mit Gennadi Kurdin in einer Reihe, zunächst mit Wladimir Petrow als Mittelstürmer und später mit Center Wiktor Schluktow. Dann spielte er einige Zeit mit Igor Larionow und Sergei Makarow in einer Sturmreihe und ersetzte dabei Wladimir Krutow, der aufgrund einer Verletzung ausfiel. Sybin bat Cheftrainer Wiktor Tichonow jedoch nach einiger Zeit, in einer anderen Sturmreihe eingesetzt zu werden und wurde zu Michail Wassiljew und Alexander Gerassimow gestellt. Während der Saison 1980/81 gehörte er zu den Kandidaten, die ihn die sowjetische Nationalmannschaft aufgenommen werden sollten, verletzte sich jedoch am Knie und erhielt dadurch keine Nominierung.
Im April 1988 begann ein Streit zwischen Sybin und Tichonow, der letztlich in den Wechsel zu Torpedo Jaroslawl mündete, nachdem ihm verboten worden war, zu einem Moskauer Rivalen zu wechseln. Wenige Tage nach seiner Ankunft in Jaroslawl gesellte sich sein langjähriger ZSKA-Sturmpartner Michail Wassiljew dazu, der ebenfalls den ZSKA im Streit verlassen hatte.  Zusammen mit Igor Maslennikow bildeten die beiden eine torgefährliche Angriffsformation, die sich in der Saison 1989/90 durch eine hohe Punkteleistung auszeichnete, die nach der ZSKA-Troika Bykow–Chomutow–Kamenski auf Platz zwei dieser speziellen Punktewertung lag.

### In Westeuropa und Russland
1990 folgte er dem Vertragsangebot des Cheftrainers des Wiener EVs, Walentin Gurejew, und belegte mit dem Verein in den Playoffs den dritten Platz.
Die Saison 1991/92 begann Sybin beim Schweizer HC Sierre, wo sein Sturmpartner Jewgeni Schastin war. Mitte der Saison wurde er vom deutschen Verein EHC Essen-West ausgeliehen, mit dem der Klassenerhalt in der 2. Bundesliga gelang. Am Ende der Saison erneuerte der HC Sierre den Vertrag mit Sybin nicht, so dass er nach Moskau zurückkehrte. Anschließend erhielt er ein Angebot vom SKA Sankt Petersburg, wo er unter Cheftrainer Boris Michailow Mannschaftskapitän wurde. Parallel dazu trainierte Michailow auch die russische Nationalmannschaft, Sybin wurde jedoch nicht berücksichtigt, obwohl er zweitbester Torschütze des SKA war. Mit dem SKA erreichte Sybin das Play-off-Halbfinale um den MHL-Pokal, in dem der SKA am späteren Sieger HK Lada Toljatti scheiterte.
In der Saison 1993/94 spielte Sybin in der italienischen Serie A und der multinationalen Alpenliga für den HC Courmaosta, unter anderem mit Alexander Barkow, Alexei Tkatschuk und Sergei Jelakow. Anschließend kehrte er nach Russland zurück und spielte bis 1996 erneut für Torpedo Jaroslawl. Es folgten zwei weitere Jahre beim SKA, ehe er seine Karriere zwischen 1998 und 2000 beim ZSKA ausklingen ließ.
Sybin spielte im Laufe seiner Karriere weder für die russische, noch die sowjetische Nationalmannschaft. Stattdessen kam er in der sowjetischen B-Nationalmannschaft und einem Perspektiv-Kader Olympia zum Einsatz. In der höchsten Ligen der UdSSR respektive Russland und GUS absolvierte Sybin über 500 Spiele, in denen er mehr als 140 Tore erzielte. Im Europapokal erzielte er insgesamt 26 Tore.

### Als Trainer
Alexander Sybin arbeitete nach seinem Karriereende als Assistenztrainer von Sergei Nikolajew bei Kristall Saratow, ehe er im Januar 2001 aufgrund einer Krankheit von Nikolajew zum Cheftrainer befördert wurde. Anschließend wurde er Co-Trainer bei Salawat Julajew Ufa, erneut unter Nikolajew, und war dort bis zum Ende der Saison 2002/03 beschäftigt. Seine nächste Station war zusammen mit Nikolajew der HK Sibir Nowosibirsk in der Saison 2004/05.
In der Saison 2007/08 betreute er die Zweitligamannschaft Kapitan Stupino als Cheftrainer, anschließend als Trainer für Spielerentwicklung im Nachwuchsbereich des SKA Sankt Petersburg. Ab 2009 war er Nachwuchstrainer der Olympischen Sportschule, die in der Balaschicha Arena beheimatet war.
Vom 3. April 2013 bis 24. September 2014 arbeitete Sybin als Cheftrainer der Juniorenmannschaft des HK Dynamo Sankt Petersburg, die in der Molodjoschnaja Chokkeinaja Liga (MHL) spielte. Ab 1. Juli 2015 war Sybin Trainer für Spielerentwicklung beim MHK Dynamo Sankt Petersburg und ab 11. Mai 2016 in gleicher Position bei der Profimannschaft des Vereins, die an der Wysschaja Hockey-Liga teilnahm. Seit dem 14. Juli 2016 leitet er die Frauen-Mannschaft von Dynamo Sankt Petersburg, die in der Schenskaja Hockey-Liga spielt, und erreichte mit ihr 2017 und 2018 jeweils den dritten Platz in der Meisterschaft. In der Saison 2017/18 arbeitete er parallel als Cheftrainer der U18-Nationalmannschaft Russlands und nahm mit dieser an der Eishockey-Weltmeisterschaft der U18-Junioren 2018 teil, bei der das Nationalteam den sechsten Platz belegte.

## Erfolge und Auszeichnungen
| - 1980: Sowjetischer Meister mit ZSKA Moskau - 1980: Goldmedaille bei der U20-Junioren-Weltmeisterschaft - 1981: Europapokal-Gewinn mit ZSKA Moskau - 1981: Sowjetischer Meister mit ZSKA Moskau - 1982: Europapokal-Gewinn mit ZSKA Moskau - 1982: Sowjetischer Meister mit ZSKA Moskau - 1983: Europapokal-Gewinn mit ZSKA Moskau - 1983: Sowjetischer Meister mit ZSKA Moskau - 1984: Europapokal-Gewinn mit ZSKA Moskau - 1984: Sowjetischer Meister mit ZSKA Moskau | - 1985: Europapokal-Gewinn mit ZSKA Moskau - 1985: Sowjetischer Meister mit ZSKA Moskau - 1986: Europapokal-Gewinn mit ZSKA Moskau - 1986: Sowjetischer Meister mit ZSKA Moskau - 1987: Europapokal-Gewinn mit ZSKA Moskau - 1987: Sowjetischer Meister mit ZSKA Moskau - 1988: Europapokal-Gewinn mit ZSKA Moskau - 1988: Sowjetischer Meister mit ZSKA Moskau |

## Karrierestatistik
(Legende zur Spielerstatistik: Sp oder GP = absolvierte Spiele; T oder G = erzielte Tore; V oder A = erzielte Assists; Pkt oder Pts = erzielte Scorerpunkte; SM oder PIM = erhaltene Strafminuten; +/− = Plus/Minus-Bilanz; PP = erzielte Überzahltore; SH = erzielte Unterzahltore; GW = erzielte Siegtore; 1 Play-downs/Relegation; Kursiv: Statistik nicht vollständig)